# Flavius Saturninus
Flavius Saturninus (* vor 377; † nach 400) war ein spätrömischer Offizier, der im 4. Jahrhundert n. Chr. lebte.
Saturninus war offenbar Christ. Es ist belegt, dass er einen Bischof beherbergte, ein Kloster stiftete und mit Gregor von Nazianz in Briefkontakt stand. Er machte im Militär Karriere und kämpfte 377/78 im Krieg gegen die Goten. Als magister militum per Thracias schloss er Anfang Oktober 382 im Auftrag des Kaisers im Osten, Theodosius I., einen Vertrag mit den Goten ab, der ihnen Land an der unteren Donau zuwies, wofür sie im Kriegsfall als foederati dienen sollten.
Zum Dank für seine Leistungen durfte er im Jahr 383 das Konsulat bekleiden. Tatsächlich stellt dieser Akt einen enormen Gunstbeweis seitens des Kaisers dar, da dieser eigentlich zu seinem vierjährigen Regierungsjubiläum selbst als Konsul hätte fungieren sollen. Zu diesem Anlass hielt der berühmte Rhetor Themistios eine Lobrede, in der er Saturninus und Kaiser Theodosius panegyrisch pries. Themistios war zudem Saturninus verpflichtet, da dieser ein Förderer des Redners gewesen war.
Da er im Bürgerkrieg gegen den Usurpator Magnus Maximus nicht erwähnt wird, scheint er nach 383 vom Heermeisteramt zurückgetreten oder abberufen worden zu sein. Nach dem Tod des Theodosius im Jahr 395 verblieb Saturninus als ex magistro (ehemaliger Heermeister) im Osten bei Kaiser Arcadius, wo er 396 dem Hochverratsverfahren gegen den Heermeister Timasius vorstand. Im Jahr 400 wurde er jedoch durch den mächtigen magister militum Gainas entmachtet und verbannt, einige Zeit darauf ist er wohl verstorben.
Felix Dahn hat Saturninus zu einer Hauptfigur seines Romans Bissula gemacht.